# Zorkovický potok
Der Zorkovický potok, auch Sudkovický potok genannt, ist ein rechter Zufluss der Otava in Tschechien.

## Verlauf
Der Zorkovický potok entspringt westlich von Střítež bzw. nördlich von Neuslužice in den Šumavské podhůří (Böhmerwaldvorland). Seine Quelle liegt am nordöstlichen Fuße des Přidinec (650 m). An seinem Oberlauf fließt der Bach zunächst mit nordöstlicher Richtung an Milejovice vorbei, bei Sudkovice wendet er sich nach Osten. An Kuřimany vorbei, erreicht der Zorkovický potok Třešovice. Anschließend nimmt der Bach nördliche Richtung und fließt durch Zorkovice und Jinín. Sein Unterlauf führt ab Jinín nach Nordosten durch ein Teichgebiet; die größten Teiche am Zorkovický potok sind der Číšť, der Starý rybník, der Nový rybník und der Trnov. Danach fließt der Bach durch Čejetice und mündet nördlich des Dorfes nach 14 Kilometern in die Otava.
Am südlichen Ortsrand von Čejetice wird der Bach von der Bahnstrecke České Budějovice–Plzeň überbrückt.

## Zuflüsse
- Třešovický potok (r), bei Třešovice
- Rybniční potok (r), unterhalb Jinín